# Sergiusz Siwicki
Sergiusz Siwicki (ur. 7 listopada?/20 listopada 1908 w Puszkinie, zm. 1973) – radziecki generał major, w 1952 ściągnięty do WP, dowódca 19 Dywizji Zmechanizowanej, później 11 Dywizji Zmechanizowanej, zastępca dowódcy Śląskiego Okręgu Wojskowego do spraw liniowych. W lipcu 1956 powrócił do armii macierzystej.

## Życiorys
Po ukończeniu w 1926 9 klas szkoły średniej był robotnikiem w obwodzie rostowskim i Władykaukazie. Od 1928 służył w Armii Czerwonej. W 1931 ukończył szkołę kawaleryjską w Krasnodarze. Od 1938 komendant szkoły pułkowej. Od początku września 1941 walczył z Niemcami. Od listopada 1941 dowódca 109 Pułku Kawalerii na Froncie Wołchowskim, w marcu 1942 został szefem oddziału operacyjnego sztabu 13 Korpusu Kawalerii. Kontuzjowany w walkach koło Licznoj Gorki. Od 1 XII 1942 szef sztabu 11 Dywizji Kawalerii Gwardii. W lipcu 1952 skierowany do służby w WP w stopniu pułkownika. W maju 1953 został dowódcą 11 Dywizji Zmechanizowanej w Żaganiu. W czerwcu 1954 awansowany na generała-majora Armii Radzieckiej. W październiku 1954 został zastępcą dowódcy Śląskiego Okręgu Wojskowego ds. wojsk pancernych i zmechanizowanych we Wrocławiu. 17 VII 1956 zakończył służbę w WP.

## Odznaczenia
- Krzyż Oficerski Orderu Odrodzenia Polski (1956)
- Order Lenina (1953)
- Order Czerwonego Sztandaru (czterokrotnie)
- Order Czerwonej Gwiazdy (dwukrotnie)
- Order Wojny Ojczyźnianej I stopnia (dwukrotnie)
- Medal „Za obronę Leningradu”
- Medal „Za obronę Kaukazu”
- Medal „Za zwycięstwo nad Niemcami w Wielkiej Wojnie Ojczyźnianej 1941–1945”
- Medal „Za wyzwolenie Warszawy”
- Medal „Za zdobycie Berlina”
- Medal jubileuszowy „30 lat Armii Radzieckiej i Floty”